# 國子監祭酒
國子監祭酒，古禮祭祀宴饗時，由最年長尊者舉酒以祭於地，故祭酒為尊稱，同輩之長之義。最早追溯可源與夏商周時代之官品職位役階。與功曹、僕射等為同類官職，漢博士之長原稱仆射，東漢改稱「博士祭酒」，秩六百石，西晉國子學之長為國子祭酒，北齊國子寺、隋唐國子監均以祭酒為長，《續漢書·百官志二》劉昭注引：「漢人胡廣说，謂官名祭酒，系部門之長。」
在宋朝為中央政府官職之一。在宋神宗元豐改制後始創，為國子監最高負責人，地位等同於國立大學校長。多由宰相兼領，其佐貳官為國子監司業。主掌國子監、太學、武學、律學、小學的政令，以及課試、升黜、教導之事，同時也負責替學官打考績。此外，依照太學三舍法的規定，屬最低階的外舍太學生須於季終，依序接受學諭、學錄、學正、博士的考試，最終再由祭酒與司業加以考核，視其成績，決定是否可以升至內舍。
明、清時為中央政府官職之一，為國家最高學府國子監之主管官員。

## 清代
清代國子監祭酒，滿缺、漢缺各一人，清順治元年定品秩為滿員三品，漢員四品，並兼太常寺少卿銜；十六年定制為從四品。
順治元年（1644年），以國子監隸屬禮部，十五年（1658年）取消隸屬禮部；康熙二年（1663年），仍隸屬禮部，十年（1671年）再取消隸屬禮部。雍正二年（1724年），於祭酒之上另外特簡一員國子監管理監事大臣。四年（1726年），議准如翰林院侍讀學士、侍講學士、詹事府少詹事、春坊庶子、國子監祭酒等官缺出，將現任翰林院侍讀、侍講、春坊諭德、洗馬、司業論俸升補一員，進士舉人出身之給事中、監察御史、郎中論俸升補一員。乾隆十一年（1746年）定滿漢祭酒為進士專缺，出缺時由監管理監事大臣開列進士出身官員題請補授。
清代祭酒執掌國子監大學禮樂之法，國子監生授課、評比優劣；每年仲春、秋上丁日，釋奠，釋菜，綜典禮儀；皇帝臨雍時，則執經進講，率諸生圜橋觀聽；新科進士釋褐時，則坐彝倫堂行拜謁簪花禮。祭酒轄下有司業、監丞、博士、助教、學正、學錄、典籍等輔佐官職。
民國元年（1912年），國子監廢除，改成立歷史博物館籌備處。